# Сје Ванјинг
Сје Ванјинг (кинески: 謝婉瑩; Фуџоу, 5. октобра 1900 – Пекинг, 28. фебруара 1999), познатија под својим псеудономом Бинг Син (кинески: 冰心) или Сје Бингсин, била је кинески писац, песник и аутор дечјих романа. Била је председавајућа Кинеске федерације књижевних и уметничких кругова. Њено презиме Бинг Син (дословно „Ледено срце“) носи значење морално чистог срца, а преузето је из песме династије Танг песника Ванг Чанглинга.
Бинг Син је објавила своју прву прозу у Јутарњим новинама (кинески: 晨报) Утисци 21. саслушања и свој први роман Две породице у августу 1919. Пре и након студија у иностранству 1923. године, почела је да објављује прозна писма Младим читаоцима, која су постала темељ кинеске књижевности за децу. Бинг Син је ангажована на Универзитету у Токију као први инострани женски предавач кинеске нове књижевности. У Кину се вратила 1951. године.

## Живот
Бинг Син је рођена у Фуџоу, Фуђен, али се са породицом преселила у Шангај када је имала седам месеци, а касније се поново преселила у обални лучки град Јентај, Шандунг, када је имала четири године. Ово је имало пресудан утицај на Бинг Синину личност и филозофију љубави и лепоте, јер су пространост и лепота мора увелико прошириле и оплемениле ум и срце младе Бинг Син. Такође је у Јентају Бинг Син први пут почела да чита класике кинеске књижевности, попут Романсе три краљевства и Водене марже, када је имала само седам година.
Бинг Син је кренула у Женску Нормалну Школу у Фуџоу и започела припремне студије 1911. године. Бинг Син се преселила у Пекинг 1913. године. Придружила се одсеку за науку Универзитета синдикалних жена и почела да студира да постане лекар. Под утицајем Покрета четвртог маја и Новог културног покрета, Бинг Син је прешла на Одсек за књижевност. Покрет четвртог маја 1919. инспирисао је и уздигао патриотизам Бинг Син на нове нивое, тако је започела своју списатељску каријеру док је писала за школске новине на Универзитету Јенђинг, где је студирала и објавила свој први роман. Док је студирала на Јенђингу 1921. године, Бинг Син је постала крштена хришћанка, али је током свог живота углавном била равнодушна према хришћанским ритуалима.
Бинг Син је 1923. године дипломирала на Универзитету Јенђинг и отишла у Сједињене Америчке Државе на студије на Колеџу Велсли, стекавши мастер диплому из књижевности 1926. године. Затим се вратила на Универзитет Јенђинг да предаје до 1936.
Године 1929. удала се за Ву Венцаоа, антрополога и њеног доброг пријатеља док су студирали у Сједињеним Америчким Државама. Заједно, Бинг Син и њен супруг су посетили различите интелектуалне кругове широм света, комуницирајући са другим интелектуалцима попут Вирџиније Вулф.
Бинг Син је изабрана за члана Националног сената 1940. године.
Током рата отпора против Јапана, написала је guanyu nüren (О женама) под псеудономом Нан Ши (Господин Мушкарац) у Чунгкингу и активно се бавила стварањем и културним спасењем у Куенмингу, Чунгкингу и другим местима.
После ратног периода, Бинг Син је радила на Одељењу за нову кинеску књижевност на Универзитету у Токију, предавала је историју кинеске нове књижевности од 1949. до 1951. године, и објављивала је кратке чланке у локалним новинама. 
Касније у свом животу, Бинг Син је кратко предавала у Јапану и стимулисала више културних комуникација између Кине и других делова света као путујућа кинеска списатељица. У литератури је Бинг Син основала „Бинг Син Стил“ као нови књижевни стил. Много је допринела дечјој књижевности у Кини (њени списи су чак били додати у дечје уџбенике), а такође је предузимала и различите преводилачке задатке, укључујући превод дела индијске књижевне личности Рабиндраната Тагора.
Због превода дела Пророк и Песак и пена Халила Џубрана, Гитанџали и Баштован Рабиндраната Тагора и других дела, председник Републике Либан 1995. године одликовао ју је Националним орденом Кедра.
Књижевна каријера Бинг Син била је плодна и продуктивна. Написала је широк спектар дела - прозу, поезију, романе, размишљања итд. Њена каријера трајала је више од седам деценија, од 1919. до 1990-их.
У септембру 1994. године, Бинг Син је примљена у Пекиншку болницу због отказивања срца. Њено стање се погоршало и умрла је 28. фебруара 1999. у Пекиншкој болници у 98. години. Након Бинг Синине смрти, Џу Жунгђи, Ли Жуејхуан, Ху Ђинтао и други централни лидери, као и лидери и представници писаца Кинеског удружења писаца су је посетили лично у болници.

## Културно наслеђе
- У Чанглеу у провинцији Фуђен постоји Музеј књижевности Бинг Син.[8]
- Награда за дечју књижевност Бинг Син (冰心兒童文學新作獎) је именована у њену част.[9][10]

## Изабрана дела
- Jimo (寂寞, Усамљеност) (1922)
- Xianqing (閒情, Слободно време) (1922)
- Chaoren (超人, Натчовек) (1923)
- Fanxing (繁星, Безброј звезда) (1923)
- Chunshui (春水, Изворска вода) (1923)
- Liu yi jie (六一姐, Сестра Лиуји) (1924)
- Ji xiao duzhe (寄小讀者, Младим читаоцима) (1926)
- Nangui (南歸, Повратак на југ) (1931)
- Wangshi (往事, Прошлост) (1931)
- Bing Xin Quanji (冰心全集, Сабрана дела Бинг Син) (1932–1933)
- Yinghua zan (櫻花讚, Ода Сакури)
- Wo men zheli meiyou dongtian (我們這裡沒有冬天, Нема зиме у мом родном граду) (1974)
- Wo de guxiang (我的故鄉, Мој дом) (1983)
- Guanyu nuren (關於女人, О женама) (1999)

## Дела доступна на енглеском језику
- Фотографија. Пекинг: Кинеска књижевна штампа (1992)
- Изворска вода. Пекинг, (1929)
- Мала наранџаста лампа (小橘灯, 1957)[11][12][13]